# 首藤明敏
首藤 明敏（しゅとう あきとし）は、明治大学大学院グローバルビジネス研究科教授、博報堂コンサルティング取締役フェロー、グロービス経営大学院講師、早稲田大学大学院経営管理研究科非常勤講師。    

## 経歴
- 1981年 一橋大学社会学部卒業後、博報堂に入社、マーケティング局でマーケティングプラニング業務に従事
- 1991年 慶應義塾大学大学院経営管理研究科（KBS）修了、IESE国際プログラム単位取得後、博報堂研究開発局で博報堂ブランド管理システムの開発等に従事
- 1999年 博報堂社長直轄部門として博報堂ブランドコンサルティング設立、チーフコンサルタントに就任
- 2001年 博報堂ブランドコンサルティング分社化、同時に代表取締役社長に就任
- 2006年 博報堂ネットプリズム（博報堂に加え、博報堂ブランドコンサルティング・博報堂アイ・スタジオ・IMJの各子会社による）設立、非常勤取締役に就任
- 2009年 青山学院大学大学院国際マネジメント研究科非常勤講師に就任
- 2011年 博報堂ブランドコンサルティングが博報堂の社内部門であるコーポレートデザイン部と組織統合、博報堂コンサルティングに社名変更、代表取締役社長に就任
- 2012年 多摩大学大学院客員教授、立命館大学大学院経営管理研究科客員教授に就任
- 2013年 博報堂コンサルティング アジアパシフィック設立、非常勤取締役に就任、慶應義塾大学大学院特別招聘教授就任
- 2016年 グロービス経営大学院講師に就任、博報堂コンサルティング取締役フェローに移行と同時に、明治大学大学院グローバルビジネス研究科教授に就任
- 2017年 早稲田大学大学院経営管理研究科非常勤講師に就任
- 消費財からサービス、産業財に至る多数の企業におけるブランド戦略プロジェクトのコンサルティング実績を持つ
- 日本広告業協会第21回懸賞論文金賞受賞。

## 著書
- 『ブランド本』（編著）
- 『金融意識革命』（共著）
- 『ブランド構築と広告戦略』（共著）
- 『図解ブランドマーケティング』（編著）
- 『図解ブランドマネジメント』（編著）
- 『顧客ロイヤルティの時代』（共著）
- 『ブランドマーケティングの再創造』（監訳）
- 『B2Bブランディング』（共著）
- 『サービスブランディング』（共著）
- 『ぶれない経営』（編著）
- 『実戦BtoBマーケティング: 法人営業 成功の条件』（共著）
- 『経営はデザインそのものである』（編著）
- 『顧客ロイヤルティ戦略ケースブック』（共著）